# 下瀬雅允
下瀬 雅允（しもせ まさちか、安政6年12月16日〈1860年1月8日〉 - 明治44年〈1911年〉9月6日）は、日本の海軍技師（海軍高等文官、高等官二等〈少将相当〉）。従四位勲二等工学博士。下瀬火薬の発明による日露戦争への貢献で知られる。帝国学士院会員。帝国学士院賞受賞。広島県出身。

## 生涯
1859年（安政6年）12月16日、広島藩士鉄砲役、下瀬徳之助の長男として広島市鉄砲町（現中区鉄砲町）に生まれる。
1884年（明治17年）、広島英語学校（広島一中の前身、現・広島県立広島国泰寺高等学校）を経て、帝国大学工科大学（現・東大工学部）応用化学科卒業。内閣印刷局に就職。鎬青（こうせい、光の青染料）及び版面洗浄液の改良、紙幣の真贋識別に有効な黒色インキ他を発明。
1887年（明治20年）、海軍技手となり赤羽火薬製造所で火薬研究に専念。爆発事故で左手を火傷、手指屈伸の自由を失うも屈せず。
1893年（明治26年）、下瀬火薬を完成。海軍技師に昇任、火薬製造所長。
1899年 （明治32年）、工学博士の学位を受け、帝国学士院賞を授与された。日露戦争の各海戦及び旅順砲撃で下瀬火薬の威力は遺憾なく発揮され、戦勝に大きく貢献し、当時世界的な反響を呼んだ。
1906年（明治39年）、その功により勲三等に叙せられた。以来、下瀬火薬の製法は極秘とされているが、その実体はフェノールをニトロ化して作るピクリン酸であった。
1908年（明治41年）2月26日、帝国学士院会員となった。1909年（明治42年）2月3日、高等官二等（少将相当）に叙された。
1911年（明治44年）9月6日、現役の海軍技師のまま死去（満51歳没）。東京都豊島区駒込の染井墓地に葬られる。
海軍下瀬火薬製造所があった東京都北区西ケ原の工場跡地近くに、下瀬に因んだ「下瀬坂」と名付けられた坂がある。

## 栄典
位階
- 1911年（明治44年）7月20日 - 従四位[4]

勲章
- 1893年（明治26年）6月29日 - 勲五等双光旭日章[5]
- 1901年（明治34年）6月27日 - 勲四等瑞宝章[6]
- 1906年（明治39年）4月1日 - 勲三等旭日中綬章、明治三十七八年従軍記章[7]
- 1911年（明治44年）9月6日 - 勲二等旭日重光章[8]

## 下瀬火薬
下瀬が生まれた鉄砲町は、現在も広島市中心部に有りその名の通り、江戸時代から鉄砲職人が集まっていた町である。その内の一軒に生まれた下瀬は、幼い頃から見ることも手にすることも禁じられ、それがかえって大きな興味を起こさせたようである。
1886年フランス人のウジェーヌ・テュルパン（チュルパン）がピクリン酸から強力な炸薬を発明した。メリニットと言う名前をつけられたその火薬は日本にも販売が持ちかけられたが、しかし、当時の火薬技術は国家機密でその詳細を日本が入手することは困難であり、交渉役が爪の間に擦り込んだ少量のサンプルから日本で開発済みの下瀬火薬と同一である事が判明したため、購入は見送られた。また、下瀬自身も独自開発を主張している。下瀬は実験事故で指を失ってもなお研究を続け1893年に開発に成功、国産化した。
この下瀬火薬を日本海軍が日露戦争において海軍砲に使用、その強力な爆発力によって戦勝に大きく貢献した。艦載砲の砲弾に充填された下瀬火薬は、弾殻を3000以上の破片にし被害を増大させ、更に弾薬が気化したガスの温度は3000度以上になり、銅板に塗ったペンキはアルコールの如く引火して船に火災を引き起こし、相手の戦闘能力を失わせる。この軍用爆薬は永らく秘匿にされて列国から恐れられた。
日露戦争後の下瀬火薬は、威力（爆速）はやや劣るものの安定性が大幅に高いトリニトロトルエン（TNT）火薬に駆逐されてしまったが、第二次世界大戦期の日本で再び脚光を浴びることになった。これは、その威力の高さというよりも、石炭から容易に生産できる特性が石油不足に悩まされていた当時の日本で好まれたためである。復活した下瀬火薬は、砲弾（発射に強い衝撃がかかる）での利用は危険だったため、終戦まで主に手榴弾の炸薬として用いられていた。
日露戦争は開国からわずか50年足らず東洋の新興国日本が、大国ロシアを破ったことで、欧米列強にも大きな衝撃を与えた。下瀬火薬はその日露戦争における日本の主要な勝因の一つにあげられている。決して恵まれたとは言えない環境でこの様な世界水準に達する発明を成し遂げた下瀬は高く評価される。下瀬火薬は優秀な火薬であるものの当時の技術では取り扱いが難しいという欠点もある。旗艦三笠が1905年（明治38年）に佐世保に帰港した際、艦内弾薬庫の下瀬火薬が誘爆し爆沈、着底する事故を起こした。この事故での死者は699人であり日本海海戦の日本軍死者総数110人を遥かに上回る大惨事であった。下瀬は弾体の内部に漆を塗ると鉄とピクリン酸の反応を防げることを発見、これを実用化して砲弾を完成させた。しかし日本海軍には砲弾を長期間保管したときの安全性を検証する余裕がなかったため、事故がおきたといわれている。